# San Juan Grande (Costa Rica)
San Juan Grande es un distrito del cantón de Esparza, en la provincia de Puntarenas, de Costa Rica.

## Geografía
San Juan Grande cuenta con un área de 18,71 km² y una altitud media de 224 m s. n. m.

## Demografía
Para el año 2022, San Juan Grande cuenta con una población estimada de 5544 habitantes, y para el último censo efectuado, en 2011, San Juan Grande contaba con una población de 6171 habitantes.

## Transporte

### Carreteras
Al distrito lo atraviesan las siguientes rutas nacionales de carretera:
- Ruta nacional 131
- Ruta nacional 622